# Cesare Andrea Bixio
Cesare Andrea Bixio (ur. 11 października 1896 w Neapolu, zm. 5 marca 1978 w Rzymie) – włoski kompozytor licznych znanych szlagierów, takich jak: „Tango delle capinere” (1928), „Parlami d'amore Mariù” (1932), „Violino tzigano” (1934), „Vivere” (1937) i „Mamma” (1940). Kompozytor ścieżek dźwiękowych do filmów kinowych i telewizyjnych, kompozytor muzyki teatralnej.

## Życiorys

### Początki
Cesare Andrea Bixio urodził się jako syn Carla Bixia, inżyniera z Genui, prawnuka generała Nina Bixia i neapolitanki Anny Vilone. Po tym jak wcześnie zmarł ojciec, matka zachęcała go do nauki, aby poszedł w jego ślady; okazało się jednak, że syn ma talent do muzyki. Młody Cesare Andrea uczył się grać na fortepianie, a w wieku trzynastu lat skomponował swój pierwszy utwór, „Suonno e fantasia”. Zaczął bywać w miejscowym teatrzyku muzycznym nawiązując kontakty ze związanymi z nim środowiskami. Poznał następnie popularnego śpiewaka Mimì Maggia, dla którego napisał piosenkę „Canta Maggio”. Piosenka w jego wykonaniu odniosła sukces, dzięki któremu Bixio poznał innych, znanych wówczas śpiewaków (Elvira Donnarumma, Gennaro Pasquariello, Gino Franzi), poetów (Salvatore Di Giacomo, Libero Bovio, Ernesto Murolo, E.A. Mario) i muzyków (Ernesto De Curtis, Eduardo Di Capua, Enrico Cannio, Salvatore Gambardella).

### Kompozytor piosenek
W 1916 roku Bixio został członkiem związku włoskich autorów i wydawców (SIAE) oraz napisał piosenkę „Bambina”, wylansowaną z powodzeniem przez Gina Franziego i Luciana Molinariego. Jego zasługą było to, iż potrafił zaproponować włoskie piosenki śpiewakom wodewilowym, których repertuar oparty był na piosenkach francuskich i tradycyjnych piosenkach dialektalnych.
W 1920 roku założył w Neapolu wydawnictwo C.A. Bixio, które stało się jednym z najważniejszych włoskich wydawnictw związanych z muzyką popularną, w tym zwłaszcza z muzyką filmową. W 1921 roku skomponował piosenkę „Filava filava”, którą wykonał osobiście w neapolitańskim teatrze La Fenice, gdzie poznał piosenkarza Gabre, byłego prawnika, związanego z teatrem Apollo w Mediolanie. Gabre zamówił następnie u Bixia kilka piosenek dla swego nowego programu; były to „Femmina”, „Caterina”, „Danza” i „La chiamavano Bebè”. Odniosły one sukces zarówno w Neapolu jak i w Mediolanie, wskutek czego Bixio przeniósł się w 1923 roku do Mediolanu zakładając tam swoje kolejne wydawnictwo. Pierwszymi jego piosenkami, napisanymi w nowym miejscu były: „Così piange Pierrot” (1923) i „Canta Pierrot” (1924). W 1927 roku rozpoczął współpracę z Bixiem Cherubinim, który napisał teksty do licznych jego piosenek (pierwszą z nich była „Miniera”); ich udana współpraca artystyczna trwała przez ponad trzydzieści lat. Ich pierwszym wspólnym przebojem stała się piosenka „Tango delle capinere” (1928), którą w Paryżu (pod tytułem „Le tango des fauvettes”) spopularyzowała słynna aktorka Mistinguett. Po przyjeździe do Mediolanu zamówiła ona u Bixia kolejne piosenki do swego repertuaru: „Nanou”, „Miki”, „Cette chanson si tendre”. Na fali sukcesu Bixio w Paryżu założył francuską filię swojego mediolańskiego wydawnictwa. Pomiędzy 1916 a 1957 rokiem napisał ponad 1200 piosenek, z których liczne osiągnęły sukces, przechodząc do historii piosenki włoskiej. Do ich popularności przyczyniło się radio, a w okresie późniejszym również telewizja.

### Kompozytor muzyki filmowej i teatralnej
Narodziny filmu dźwiękowego stworzyły nowe możliwości dla Bixia, który stał się pierwszym i najbardziej wpływowym kompozytorem ścieżek dźwiękowych. W 1930 roku napisał muzykę do filmu La canzone dell'amore w reżyserii Gennara Righellego. Międzynarodowy sukces odniosła piosenka „Parlami d'amore Mariù”, skomponowana do tekstu Ennia Neriego, którą w filmie Gli uomini che mascalzoni zaśpiewał Vittorio De Sica. Piosenkę w Paryżu spopularyzowała Lys Gauty. Kolejne piosenki filmowe Bixia to: „Autunno senza amore” z filmu Il signore desidera (1934), „Violino tzigano”, „Se mi parlano di te”, popularna „Portarmi tante rose” z filmu L'uomo che sorride (1934), „Canzone sospirata” z filmu Hanno rapito un uomo (1938), „Manon” i „Ai vostri ordini signora” z filmu pod tym samym tytułem (1939), „Terra lontana” i „Macariolita” z filmu Il pirata sono io (1940), „Organetto vagabondo” z filmu Vagamondo (1941), „La strada nel bosco” i „Soli soli nella notte” z filmu Fuga a due voci (1943), wykonana przez Gina Bechiego, który zaśpiewał również „Al telefono con te” z filmu Pronto chi parla?. Z filmu Abbasso la ricchezza (1947) pochodziły piosenki „Signora fortuna” i „Quanto sei bella Roma”, które w filmie zaśpiewała w dialekcie rzymskim Anna Magnani. W 1948 roku Bixio przeszedł czasowo z kina do teatru komponując muzykę do rewii Allegro z udziałem Waltera Chiariego i Marisy Mareski. W 1951 roku powrócił do kina pisząc piosenki „La samba del fischietto” i „Canzone sbagliata”, zaśpiewane przez Luciana Tajolego w filmie Stasera sciopero oraz „L'assente” dla Nilli Pizzi w filmie Legione straniera. Współpraca Bixia z kinem trwała do 1959 roku; był to także okres jego współpracy ze znanymi tenorami, którzy brali udział w tego rodzaju filmach jako aktorzy przyczyniając się do sukcesu pochodzących z nich piosenek. Byli to Tito Schipa, który zaśpiewał piosenki „Torna piccina” i „Vivere” z filmu Vivere w reżyserii Guida Brignone (1937) oraz „Io e la luna” i „Chi è più felice di me” z filmu Chi è più felice di me! tego samego reżysera (1938) oraz Beniamino Gigli, który zaśpiewał „Vivere”, „Desiderio” z filmu Marionette (1938), „Se vuoi goder la vita” i „Mamma”, obie z filmu Mamma (1940) oraz „Dimmi tu primavera” i „Cinefollia” z filmu Silenzio, si gira! (1944).

### Udział w festiwalach muzycznych
W 1953 roku Bixio uczestniczył w Festiwalu Piosenki Włoskiej w San Remo z piosenką „Lasciami cantare una canzone”, którą wykonał Achille Togliani zajmując trzecie miejsce. W 1954 roku uczestniczył ponownie w Festiwalu w San Remo z piosenką „Gioia di vivere”, którą wykonał również Togliani. W tym samym roku na Festiwal Piosenki Neapolitańskiej napisał piosenkę „Tre rundinelle”, która zdobyła drugie miejsce. W 1957 roku dla inauguracyjnego konkursu telewizyjnego Canzonissima (noszącego wówczas nazwę Le canzoni della Fortuna) napisał dwie piosenki: „Mamma” (zaśpiewana przez Nunzia Galla) i „Buon anno buona fortuna” (zaśpiewana przez Gino Latillę); obie wygrały w finale. Na IX Festiwalu Piosenki Neapolitańskiej w 1960 roku jego piosenka „Palummella swing” zajęła drugie miejsce (wykonawcy: Giacomo Rondinella, Carla Boni i Gino Latilla). W 1961 roku na festiwalu Giugno della canzone napoletana zaprezentował piosenkę „Napule dinto 'è fora”, a na VII Festiwalu w Zurychu piosenkę „Eternamente tu”. Były to jego ostatnie znane kompozycje, ponieważ później zajmował się tylko swoimi wydawnictwami. Zmarł w Rzymie 5 marca 1978 roku.

### Życie prywatne
Na początku lat 40. ożenił się z Mary, córką rzymskiej śpiewaczki Zary Primy. Para doczekała się dwóch synów: Carla (1942–2011) i Franca (1950).

## Nagrody
- 2 września 1962 został uhonorowany nagrodą Premio Igea Musicale,
- w 1966 roku z rąk prezydenta Włoch Giuseppe Saragata otrzymał nagrodę z okazji 50-lecia swojego członkostwa w SIAE (50º anno di Autore della Siae),
- 22 marca 1969 – Premio autore Euterpe d'oro,
- 30 czerwca 1975 – Premio simpatia Roma Campidoglio,
- 1976 – Premio EUR,
- 10 marca 1976 – Premio SIAE,
- 7 czerwca 1976 – Premio all'autore Targa d'oro,
- 1976 – Premio Riccione spettacolo[2].

## Członkostwo
Założył SEDRIM (stowarzyszenie wydawców płytowych), był przewodniczącym Associazione Nazionale Industrie Cinematografiche Audiovisive (ANICA), założycielem i przewodniczącym Associazione Italiana Editoriale Musica da film, będącym częścią ANICA, wiceprzewodniczącym Confederation International des Societes d'Auteurs et Compositeurs, członkiem rady międzynarodowej Bureau International de l’Edition Mecanique (BIEM) i Unione Editori Musica Italiana (UNEMI).

## Dziedzictwo
Bixio był kompozytorem płodnym i niezwykle wszechstronnym. Zaznaczył najsilniej swoją obecność na gruncie piosenki sentymentalnej, typowo włoskiej, ale miał też dokonania w dziedzinie piosenki rytmicznej („La famiglia canterina” i „Cè un'orchestra sincopata”). Jego najsłynniejsze utwory zostały przetłumaczone na inne języki i były wykonywane przez licznych piosenkarzy, zarówno włoskich, jak i zagranicznych: „Tango delle capinere” (Mistinguett), „Mamma” (Connie Francis), „Parlami d'amore Mariù” (Peppino di Capri i Mal). W 1984 roku Luciano Pavarotti nagrał cztery piosenki Bixia: „Mamma”, „Vivere”, „Parlami d'amore Mariù” i „La mia canzone al vento”.
W Polsce piosenkę „Tango delle capinere” z polskim tytułem „Dziś tu, a jutro tam” i tekstem Konrada Toma wykonał w 1931 roku Mieczysław Fogg.